# Epizeuxis
La epizeuxis o palilogia es una figura retórica la cual consiste en la repetición de una palabra en un mismo verso:

## Ejemplos
- O horror, horror, horror. (Macbeth)
- Santo, santo, santo es el Señor (primera bendición del Shemá, en el rito judío).
- Se ven desde las barandas, / por el monte, monte, monte (Federico García Lorca), Romancero gitano